# یواس‌اس کالیفرنیا (سی‌جی‌ان-۳۶)
یواس‌اس کالیفرنیا (سی‌جی‌ان-۳۶) (به انگلیسی: USS California (CGN-36)) یک کشتی بود که طول آن ۱۸۱٫۶ متر (۵۹۶ فوت) بود. این کشتی در سال ۱۹۷۱ ساخته شد.